# Second Cup
The Second Cup Limited est une chaîne de cafés canadienne, fondée en 1975.
Elle représente plus de 295 enseignes au Canada et plus de 15 dans le reste du monde[source insuffisante]. Les détaillants internationaux se trouvent aux Émirats arabes unis, au Koweït, au Maroc, en Arabie saoudite et en Oman[réf. nécessaire].
Bien que son nom puisse se traduire d'une façon littérale en français comme « Deuxième tasse », les enseignes québécoises sont intitulées « Café Second Cup », ce qui a provoqué la violence sous la forme de bombes incendiaires contre trois cafés Second Cup à Montréal (affaire Brigade d'autodéfense du français / Rhéal Mathieu)[réf. nécessaire].
En février 2021, la chaîne de cafés est rachetée, à la compagnie ontarienne Aegis Brands, par le franchiseur québécois Foodtastic.